# Shinri Shioura
Shinri Shioura –en japonés, 塩浦慎理, Shioura Shinri– (Isehara, 26 de noviembre de 1991) es un deportista japonés que compitió en natación.
Ganó una medalla de bronce en el Campeonato Mundial de Natación de 2013, cuatro medallas en el Campeonato Mundial de Natación en Piscina Corta de 2016 y una medalla de bronce en el Campeonato Pan-Pacífico de Natación de 2018.

## Palmarés internacional
| Campeonato Mundial                  | Campeonato Mundial | Campeonato Mundial | Campeonato Mundial |
| Año                                 | Lugar              | Medalla            | Prueba             |
| ----------------------------------- | ------------------ | ------------------ | ------------------ |
| 2013                                | Barcelona (España) | Medalla de bronce  | 4 × 100 m estilos  |
| Campeonato Mundial en Piscina Corta |                    |                    |                    |
| Año                                 | Lugar              | Medalla            | Prueba             |
| 2016                                | Windsor (Canadá)   | Medalla de plata   | 100 m libre        |
| 2016                                | Windsor (Canadá)   | Medalla de bronce  | 100 m estilos      |
| 2016                                | Windsor (Canadá)   | Medalla de bronce  | 4 × 50 m libre     |
| 2016                                | Windsor (Canadá)   | Medalla de bronce  | 4 × 100 m estilos  |
| Campeonato Pan-Pacífico             |                    |                    |                    |
| Año                                 | Lugar              | Medalla            | Prueba             |
| 2018                                | Tokio (Japón)      | Medalla de bronce  | 4 × 100 m libre    |